# Leichtathletik-Länderkampf der Frauen 1954 BR Deutschland – Niederlande
| 9. Leichtathletik-Länderkampf mit bundesdeutscher Beteiligung 1954 | 9. Leichtathletik-Länderkampf mit bundesdeutscher Beteiligung 1954 |               |
| ------------------------------------------------------------------ | ------------------------------------------------------------------ | ------------- |
|                                                                    |                                                                    |               |
| Ländervergleich der Frauen: BR Deutschland – Niederlande           |                                                                    |               |
| Austragungsort                                                     | Hamm                                                               |               |
| Wettbewerbe                                                        | 10                                                                 |               |
| Datum                                                              | 15. August 1954                                                    |               |
| 1. FRG 2. NLD                                                      | 68 Punkte 35 Punkte                                                |               |
| Chronik                                                            |                                                                    |               |
| ← FRG-NLD (M)                                                      | FRG-DNK (M) →                                                      | FRG-DNK (M) → |

Den neunten Vergleich des Länderkampfjahres 1954 trugen die Frauen am 15./16. August 1954 in Hamm gegen die Niederlande aus. Die Begegnung fand parallel zum Länderkampf der Männer gegen denselben Gegner am selben Ort statt. Es kam hier zum bereits sechsten Aufeinandertreffen von Deutschlands Leichtathletinnen mit diesen Gegnerinnen.

## Wettbewerbe und Modus
Auf dem Programm standen wieder alle neun der damals olympischen Frauendisziplinen. Darüber hinaus wurde als zehnter Wettbewerb noch ein Rennen über 800 Meter ausgetragen. In den Einzeldisziplinen wurde wie bei den Männern nach dem Standardsystem gewertet, in der Staffel mit drei zu eins Punkten.

## Ergebnis
Die Niederländerinnen entschieden nur die beiden Sprintrennen über 100 und 200 Meter für sich, alle weiteren Disziplinen gewannen die bundesdeutschen Leichtathletinnen, die Einzelwettbewerbe mit Doppelerfolgen. In der Gesamtwertung fuhren die deutschen Frauen so mit 68 zu 35 Punkten ihren sechsten Sieg gegen die Niederländerinnen ein.

## Weitere Länderkämpfe am selben Wochenende
An diesem Wochenende traten die Frauen neben ihrem Vergleich mit den Niederlanden gemeinsam mit den Männern zusätzlich noch gegen die Schweiz in Ludwigshafen an. Sie mussten somit für diese Aufeinandertreffen zwei unterschiedliche Teams stellen. Beide Begegnungen wurden siegreich beendet. Die Männer führten sogar drei parallele Länderkämpfe gegen die Schweiz, die Niederlande und Luxemburg (in Düdelingen) durch. Auch sie entschieden ihre parallelen Aufeinandertreffen mit drei unterschiedlichen Teams jeweils für sich.

## Resultate

### 100 m
| Platz | Athletin                 | Land | Zeit (s) |
| ----- | ------------------------ | ---- | -------- |
| 1     | Bertha van Duyne-Brouwer | NLD  | 12,0     |
| 2     | Irmgard Egert            | FRG  | 12,4     |
| 3     | Elly Witkamp             | NLD  | 12,6     |
| 4     | Helga Erny               | FRG  | 12,7     |

### 200 m
| Platz | Athletin                 | Land | Zeit (s) |
| ----- | ------------------------ | ---- | -------- |
| 1     | Bertha van Duyne-Brouwer | NLD  | 25,0     |
| 2     | Maria Arenz              | FRG  | 25,2     |
| 3     | Charlotte Böhmer         | FRG  | 25,3     |
| 4     | Dicky van Dijk           | NLD  | 25,9     |

### 800 m
| Platz | Athletin         | Land | Zeit (min) |
| ----- | ---------------- | ---- | ---------- |
| 1     | Isolde Beichler  | FRG  | 2:18.0     |
| 2     | Marianne Weiß    | FRG  | 2:18.2     |
| 3     | Grietje de Jongh | NLD  | 2:20,1     |
| 4     | Grezel           | NLD  | 2:27,5     |

### 80 m Hürden
| Platz | Athletin          | Land | Zeit (s) |
| ----- | ----------------- | ---- | -------- |
| 1     | Maria Sander      | FRG  | 11,4     |
| 2     | Marianne Hagedorn | FRG  | 11,6     |
| 3     | Kaiman            | NLD  | 12,1     |
| 4     | Hilde Veth        | NLD  | 12,3     |

### 4 × 100 m Staffel
| Platz | Besetzung      | Land                                                            | Zeit (s) |
| ----- | -------------- | --------------------------------------------------------------- | -------- |
| 1     | BR Deutschland | Irmgard Egert Charlotte Böhmer Helga Erny Maria Sander          | 47,8     |
| 2     | Niederlande    | Elly Witkamp Hilde Veth Dicky van Dijk Bertha van Duyne-Brouwer | 48,0     |

### Hochsprung
| Platz | Athletin         | Land | Höhe (m) |
| ----- | ---------------- | ---- | -------- |
| 1     | Ursula Schmückle | FRG  | 1,54     |
| 2     | Renate Krämer    | FRG  | 1,45     |
| 3     | Denie Hilbrandie | NLD  | 1,45     |
| 4     | Denie Hobers     | NLD  | 1,40     |

### Weitsprung
| Platz | Athletin      | Land | Weite (m) |
| ----- | ------------- | ---- | --------- |
| 1     | Erika Fisch   | FRG  | 5,66      |
| 2     | Helma Wiemann | FRG  | 5,51      |
| 3     | Mieke Schenk  | NLD  | 5,51      |
| 4     | Denie Hobers  | NLD  | 5,26      |

### Kugelstoßen
| Platz | Athletin             | Land | Weite (m) |
| ----- | -------------------- | ---- | --------- |
| 1     | Marianne Werner      | FRG  | 14,03     |
| 2     | Karen Sonneck        | FRG  | 12,16     |
| 3     | Corrie van den Bosch | NLD  | 12,02     |
| 4     | Ans Panhorst-Niesink | NLD  | 10,71     |

### Diskuswurf
| Platz | Athletin             | Land | Weite (m) |
| ----- | -------------------- | ---- | --------- |
| 1     | Marianne Werner      | FRG  | 43,39     |
| 2     | Karen Sonneck        | FRG  | 41,20     |
| 3     | Corrie van den Bosch | NLD  | 36,18     |
| 4     | Corry Huygen         | NLD  | 33,10     |

### Speerwurf
| Platz | Athletin      | Land | Weite (m) |
| ----- | ------------- | ---- | --------- |
| 1     | Almut Brömmel | FRG  | 41,96     |
| 2     | Jutta Krüger  | FRG  | 41,86     |
| 3     | Cor Wendels   | NLD  | 36,92     |
| 4     | Jo Duyn       | NLD  | 34,55     |